# Ermeni Süleyman Pacha
Ermeni Süleyman Pacha (arménien : Էրմենի Սուլեյման Փաշա), également nommé Koca, né à Malatya vers 1607 et mort à Constantinople le 28 février 1687, est homme d'État ottoman arménien, Grand vizir du 19 août 1655 jusqu'au 28 février 1656.

## Biographie
Né à Malatya vers 1607, il étudie à l'école de l'Enderûn. Il devient ensuite gouverneur de Sivas puis d'Erzurum. Il épouse Ayşe Sultan, une fille du sultan Ibrahim.
Il est Grand vizir du 19 août 1655 jusqu'au 28 février 1656.
Après avoir été démis de sa fonction, il est nommé gouverneur de Bosnie puis Caïmacan de Constantinople, d'Özü, puis de nouveau de Constantinople et d'Erzurum. Après avoir exercé cette dernière fonction, il se retire à Constantinople où il meurt le 28 février 1687.